# Cahiers Jacques-Ellul

Les Cahiers Jacques-Ellul sont publiés par l'Association Internationale Jacques-Ellul (AIJE), présidée par Patrick Troude-Chastenet. Ils paraissent une fois par an sur un grand thème de l'œuvre de Jacques Ellul (1912-1994), penseur et philosophe, professeur à la Faculté de Droit et à l'Institut d'Etudes Politiques de Bordeaux.
Ils ont ainsi traité successivement de :
- 2003 - Cahiers Jacques-Ellul N°1 : Les Années personnalistes ;
- 2004 - Cahiers Jacques-Ellul N°2 : La Technique ;
- 2005 - Cahiers Jacques-Ellul N°3 : L’Economie ;
- 2006 - Cahiers Jacques-Ellul N°4 : La Propagande ;
- 2008 - Cahiers Jacques-Ellul N°5 : La Politique.

Les Cahiers Jacques-Ellul sont l'une des publications de l'AIJE, qui se donne pour objectif de mettre en relation tous les proches de la pensée de Jacques Ellul, indépendamment de leurs pays d'origine, de leurs religions, de leurs milieux sociaux et de leurs spécialités académiques, pour maintenir vivante sa pensée. Trois buts principaux mènent son action :  
1. préserver et diffuser l'héritage littéraire et intellectuel de Jacques Ellul,
2. prolonger son analyse critique de notre société technicienne,
3. approfondir ses recherches éthiques et théologiques en mettant l'accent sur l'espérance et la liberté.

L'Association Internationale Jacques Ellul est jumelée avec l'association anglophone International Jacques Ellul Society. 